# Africa Cup 1A 2013
La Africa Cup 1A del 2013 se disputó en el Estadio Municipal de Mahamasina de Antananarivo, capital de Madagascar entre cuatro equipos. Kenia ganó el torneo que tuvo el sistema de eliminatorias y Uganda al ubicarse último descendió al Africa Cup 1B 2014.

## Equipos participantes
- Selección de rugby de Kenia (Simbas)
- Selección de rugby de Madagascar (Les Makis)
- Selección de rugby de Uganda (The Rugby Cranes)
- Selección de rugby de Zimbabue (Sables)

## Play off
|  | Semifinales | Semifinales |       |          | Final        | Final        |  |
|  |             |             |       |          |              |              |  |
|  |             |             |       |          |              |              |  |
|  | Zimbabue    | 38          |       |          |              |              |  |
|  | Zimbabue    | 38          |       |          |              |              |  |
|  | Madagascar  | 18          |       |          |              |              |  |
|  | Madagascar  | 18          |       | Zimbabue | 17           |              |  |
|  |             |             |       | Zimbabue | 17           |              |  |
|  |             |             | Kenia | 29       |              |              |  |
|  | Kenia       | 51          | Kenia | 29       |              |              |  |
|  | Kenia       | 51          |       |          |              |              |  |
|  | Uganda      | 11          |       |          | Tercer lugar | Tercer lugar |  |
|  | Uganda      | 11          |       |          | Tercer lugar | Tercer lugar |  |
|  |             |             |       |          |              |              |  |
|  |             |             |       |          | Madagascar   | 48           |  |
|  |             |             |       |          | Madagascar   | 48           |  |
|  |             |             |       |          | Uganda       | 32           |  |
|  |             |             |       |          | Uganda       | 32           |  |
|  |             |             |       |          |              |              |  |

## Semifinales
| 10 de julio | Zimbabue | 38 - 18 | Madagascar |  |  |
|             |          | Reporte |            |  |  |

| 10 de julio | Uganda | 11 - 51 | Kenia |  |  |
|             |        | Reporte |       |  |  |

## Tercer puesto
| 14 de julio | Uganda | 32 - 48 | Madagascar |  |  |
|             |        | Reporte |            |  |  |

## Final
| 14 de julio | Kenia | 29 - 17 | Zimbabue |  |  |
|             |       | Reporte |          |  |  |

| Bandera de Kenia |
| Campeón Kenia    |
| Segundo título   |